# Giovanni Bottesini
Giovanni Bottesini, italijanski skladatelj, dirigent in kontrabasist, * 22. december 1821, Crema, Lombardija, Italija, † 7. julij 1889, Parma, Italija.

## Življenje
Bottesini velja za mojstra kontrabasa. Za svoj inštrument je priredil nekaj znanih skladb iz oper svojih sodobnikov (Gaetano Donizetti, Vincenzo Bellini). Te fantazije še danes veljajo za vrhunske priredbe. Prijel se ga je vzdevek Paganini na kontrabasu.
Deloval je v Havani, Parizu, Londonu, Barceloni, Palermu ...
Leta 1871 je v Kairu dirigiral na krstni predstavi Verdijeve opere Aida.
Spisal je tudi nekaj danes pozabljenih oper.

### Opere (izbor)
- Krištof Kolumb (1848)
- L'assedio di Firenze (1856)
- Il Diavolo della Notte (1858)
- Marion Delorme (1862)
- Vinciguerra il bandito (1870)
- Alì Babà (1871)
- Ero in Leandro (1879)
- Cedar (1880)
- La regina del Nepal (1880)